# Trëch Svjatitelej (1810)
Il Trëch Svjatitelej (in russo Трёх Святителей?) fu un vascello di linea russo da 74 cannoni che prestò servizio nella marina imperiale russa tra il 1811 e il 1818, e poi, ribattezzato Velasco, nell'Armada Española  tra il 1818 e il 1820.

## Storia
Il vascello da 74 cannoni Trëch Svjatitelej, appartenente all'omonima classe, venne costruito presso il cantiere navale di San Pietroburgo sotto la direzione del costruttore , Ivan Vasil'evič Kurepanov. La nave, del dislocamento di 3.093 tonnellate, fu impostata il 15 gennaio 1810, e venne varata il 30 settembre dello stesso anno. L'armamento si componeva su 28 cannoni da 36 lb, 30 da 24 lb, e 18 da 8 lb. Nell'ottobre 1812 salpò da Kronštadt in forza alla squadra navale del controammiraglio Korobka, arrivando a Sheerness il 29 novembre successivo. Salpò da Sheerness il 25 maggio 1814 in forza alla squadra navale del viceammiraglio Robert Crown, portandosi poi a Cherbourg, in Francia, dove il 27 maggio imbarcò reparti della Guardia imperiale russa per riportarli in Patria. La nave arrivò a Kronštadt l'8 luglio. Nel mese successivo trasportò truppe da Lubecca a Kronshtadt 1817 sempre in forza alla squadra del viceammiraglio Crown.
Nel 1817 Antonio Ugarte y Larrazábal, figura di spicco presso la corte di re Ferdinando VII, suggerì al re di acquistare una squadra navale dall'Impero russo con il denaro, 400.000 sterline, che la Gran Bretagna si impegnava a versare alla Spagna per l'abolizione della tratta degli schiavi. Ferdinando VII scrisse personalmente allo Zar Alessandro I, e ben presto fu trovato l'accordo. Il fine ultimo della Spagna era di rafforzare l'Armada, uscita malconcia dalle guerre napoleoniche, per trasportare un potente esercito di 30.000 uomini al Rio de La Plata, con cui far cessare definitivamente i movimenti indipendentisti nel Sud America. L'atto di vendita fu firmato l'11 agosto 1817 dal Segretario di stato alla guerra Francisco de Eguía e l'ambasciatore russo alla corte di Madrid Dmitrij Pavlovič Tatiščev, e riguardava otto navi, 5 vascelli da 74 e 3 fregate da 40 cannoni, cedute al prezzo di 13.600.000 rubli (68.000.000 di reales).
La squadra navale, al comando del contrammiraglio Otto Berend von Möller che alzava la sua insegna sul Trëch Svjatitelej, composta da cinque vascelli e una fregata, salpò da Reval, l'odierna Tallinn, il 26 settembre, incontrandosi con le altre due fregate a  Kronshtadt il 30 settembre 1817. Vicino all'isola di Oldenshom le navi incontrarono forti venti da ovest che causarono gravi danni alla nave ammiraglia. Le navi rientrarono a Reval il 10 ottobre per salpare nuovamente il giorno 16, ma nuove tempeste e forti venti costrinsero  Möller a riparare a Göteborg, partendo definitivamente per la Spagna il 4 dicembre. La navigazione nel periodo invernale inflisse ulteriori danni alle navi, tanto che dapprima si fermarono a Spithead, e poi a Portsmouth il 21 dicembre. Terminate le riparazioni le navi presero nuovamente il mare il 5 febbraio, ma la  Trëch Svjatitelej iniziò ad imbarcare acqua a una velocità di quattro-cinque pollici l'ora.
Le navi arrivarono a Cadice il 21 febbraio 1818, e vennero consegnate alla Armada il 27 febbraio.
A Cadice, rinominato Velasco, ne divenne comandante il capitano di vascello Ramón José Pablo de Ortiz Otáñez, ma dato che il vascello non entrò mai in armamento egli sbarcò poco tempo dopo. Una ispezione approfondita delle navi acquistate accertò che il Trëch Svjatitelej e la fregata Avtroil erano in pessime condizioni. Le proteste spagnole costrinsero lo zar Alessandro I a donare alla Spagna tre ulteriori fregate, la Legkii, Pospešnyj e Provornyj
La nave venne poi inviata presso l'Arsenale de La Carraca per esservi demolita, cosa che accadde nel 1821.

### Annotazioni
1. ↑  Il Ministro della Marina, ammiraglio Jean Baptiste Prevost de Sansac de Traversay, ordinò che la costruzione del vascello fosse completata entro otto mesi, durante i quali i lavori furono sospesi su altre tre navi e tutti i carpentieri furono trasferiti alla costruzione del Trëch Svjatitelej.

### Fonti
1. 1 2 3 4 5 6 7 8 9  Todoavante.
2. 1 2 3 4  Sozaev, Tredea 2010, p. 193.
3. 1 2 3  Todoavante.